# Pohár vítězů pohárů 1969/1970
Sezóna 1969/70 Poháru vítězů pohárů byla 10. ročníkem tohoto poháru. Vítězem se stal tým Manchester City FC.

## Předkolo
| Tým #1      | Celk.    | Tým #2            | 1. zápas | 2. zápas |
| ----------- | -------- | ----------------- | -------- | -------- |
| Rapid Vídeň | 1(v) – 1 | FK Torpedo Moskva | 0 – 0    | 1 – 1    |

## První kolo
| Tým #1               | Celk.    | Tým #2              | 1. zápas | 2. zápas      |
| -------------------- | -------- | ------------------- | -------- | ------------- |
| Dukla Praha          | 1 – 2    | Olympique Marseille | 1 – 0    | 0 – 2(prodl.) |
| Dinamo Záhřeb        | 3 – 0    | Slovan Bratislava   | 3 – 0    | 0 – 0         |
| IFK Norrköping       | 5 – 2    | Sliema Wanderers    | 5 – 1    | 0 – 1         |
| Shamrock Rovers FC   | 2 – 4    | FC Schalke 04       | 2 – 1    | 0 – 3         |
| 1. FC Magdeburg      | 2 – 1    | MTK Budapešť        | 1 – 0    | 1 – 1(prodl.) |
| Académica Coimbra    | 1 – 0    | KuPS                | 0 – 0    | 1 – 0         |
| Lierse SK            | 11 – 1   | APOEL               | 10 – 1   | 1 – 0         |
| Athletic Bilbao      | 3 – 6    | Manchester City FC  | 3 – 3    | 0 – 3         |
| Ards FC              | 1 – 3    | AS Roma             | 0 – 0    | 1 – 3         |
| Rapid Vídeň          | 3 – 6    | PSV Eindhoven       | 1 – 2    | 2 – 4         |
| Göztepe              | 6 – 2    | US Lucemburk        | 3 – 0    | 3 – 2         |
| Mjøndalen IF         | 2 – 12   | Cardiff City FC     | 1 – 7    | 1 – 5         |
| ÍBV                  | 0 – 8    | PFK Levski Sofia    | 0 – 4    | 0 – 4         |
| Boldklubben Frem     | 2 – 2(v) | FC St. Gallen       | 2 – 1    | 0 – 1         |
| Olympiakos Pireus FC | 2 – 7    | Górnik Zabrze       | 2 – 2    | 0 – 5         |
| Glasgow Rangers      | 2 – 0    | FC Steaua București | 2 – 0    | 0 – 0         |

## Druhé kolo
| Tým #1              | Celk.    | Tým #2             | 1. zápas | 2. zápas |
| ------------------- | -------- | ------------------ | -------- | -------- |
| Olympique Marseille | 1 – 3    | Dinamo Záhřeb      | 1 – 1    | 0 – 2    |
| IFK Norrköping      | 0 – 1    | FC Schalke 04      | 0 – 0    | 0 – 1    |
| 1. FC Magdeburg     | 1 – 2    | Académica Coimbra  | 1 – 0    | 0 – 2    |
| Lierse SK           | 0 – 8    | Manchester City FC | 0 – 3    | 0 – 5    |
| AS Roma             | 1 – 1(h) | PSV Eindhoven      | 1 – 0    | 0 – 1    |
| Göztepe             | 3 – 1    | Cardiff City FC    | 3 – 0    | 0 – 1    |
| PFK Levski Sofia    | 4 – 0    | FC St. Gallen      | 4 – 0    | 0 – 0    |
| Górnik Zabrze       | 6 – 2    | Glasgow Rangers    | 3 – 1    | 3 – 1    |

## Čtvrtfinále
| Tým #1            | Celk.     | Tým #2             | 1. zápas | 2. zápas      |
| ----------------- | --------- | ------------------ | -------- | ------------- |
| Dinamo Záhřeb     | 1 – 4     | FC Schalke 04      | 1 – 3    | 0 – 1         |
| Académica Coimbra | 0 – 1     | Manchester City FC | 0 – 0    | 0 – 1(prodl.) |
| AS Roma           | 2 – 0     | Göztepe            | 2 – 0    | 0 – 0         |
| PFK Levski Sofia  | 4 – 4 (v) | Górnik Zabrze      | 3 – 2    | 1 – 2         |

## Semifinále
| Tým #1        | Celk. | Tým #2             | 1. zápas | 2. zápas | příp. 3. zápas |
| ------------- | ----- | ------------------ | -------- | -------- | -------------- |
| FC Schalke 04 | 2 – 5 | Manchester City FC | 1 – 0    | 1 – 5    |                |
| AS Roma       | 3 – 3 | Górnik Zabrze      | 1 – 1    | 2 – 2    | 1 – 1(h)       |

## Finále
| Tým #1             | Celk. | Tým #2        |
| ------------------ | ----- | ------------- |
| Manchester City FC | 2 – 1 | Górnik Zabrze |

## Vítěz
| Pohár vítězů pohárů 1969/70 Manchester City FC Joe Corrigan, Tommy Booth, Glyn Pardoe, Tony Book , Mike Doyle, George Heslop, Tony Towers, Alan Oakes, Colin Bell, Francis Lee, Neil Young, Ian Bowyer Trenér: Joe Mercer |